# Perapau
Perapau is een bestuurslaag in het regentschap Muara Enim van de provincie Zuid-Sumatra, Indonesië. Perapau telt 462 inwoners (volkstelling 2010).